# Tanita Tikaram
vignette
Tanita Tikaram (née le 12 août 1969) est une chanteuse pop, rock, folk, folk rock et country britannique, connue pour les titres Twist in My Sobriety et Good Tradition, issus de son premier album, Ancient Heart. Ce premier album lui a permis de se faire connaître dans le monde entier.

## Biographie

### Enfance
Tanita Tikaram est née à Münster en Allemagne de l'Ouest, sa mère Fatimah Rohani étant originaire de Malaisie et son père Pramod Tikaram, Indo-Fidjien, étant officier de l'armée britannique.
La carrière militaire de son père lui fait passer son enfance en Allemagne, avant que la famille ne parte s'installer à Basingstoke, en Angleterre, au début de son adolescence. Elle est la sœur de l'acteur Ramon Tikaram (en).

### Vie privée
Tanita vit à Primrose Hill depuis son premier album.
Elle est en couple depuis 2012.

## Parcours

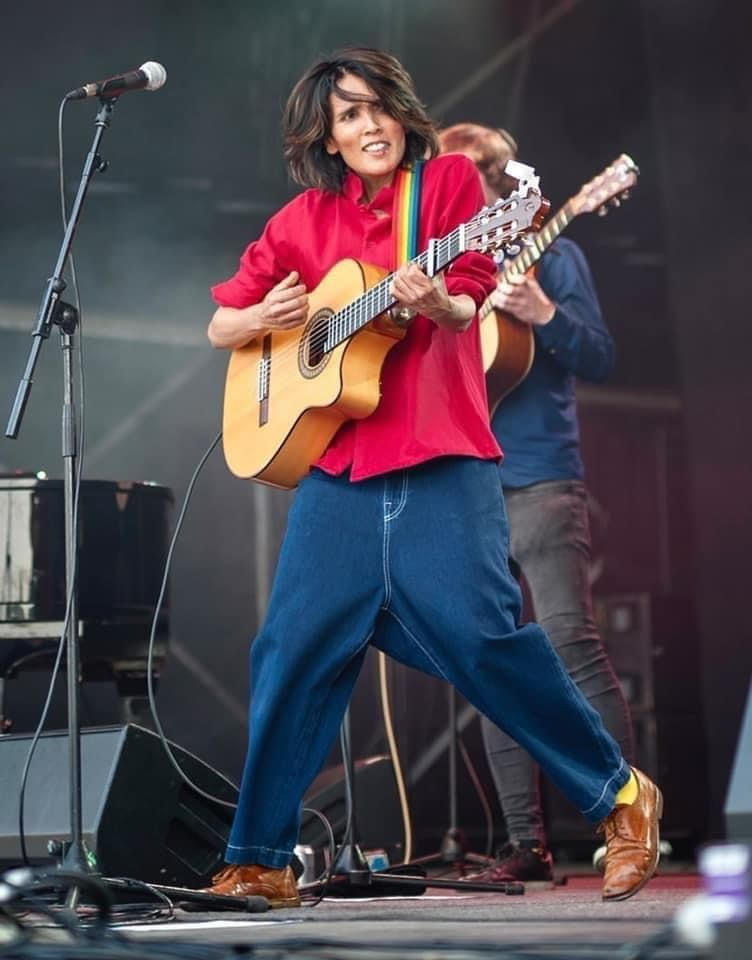
Tanita Tikaram chantant en direct

Tanita Tikaram a commencé à chanter dans des boîtes de nuit alors qu'elle n'était encore qu'une adolescente. Elle se fait alors remarquer par la maison de disques WEA Records. 
Produit par Rod Argent et Peter Van Hooke, son premier album, Ancient Heart, sort en septembre 1988, alors qu'elle n'a que 19 ans. C'est un succès international qui lui a fait faire le tour du monde. Le single Twist in My Sobriety a été accompagné par un clip en noir et blanc, filmé dans un village de l'Altiplano bolivien. La compositrice et chanteuse américaine Jennifer Warnes chante sur deux titres de son album Everybody's Angel (1991). 
En 1995, elle publie Lovers in the City qu'elle a coproduit avec le compositeur de musique de film américain Thomas Newman.[réf. nécessaire]
En 1998, elle sort l'album Cappuccino Songs qui sera remixé par Asian Dub Foundation.[réf. nécessaire]
En 2005, Tanita Tikaram sort l'album Sentimental, auquel a participé Nick Lowe et qui a été chaleureusement reçu par la critique[réf. nécessaire] et ses fans ; il  a été distribué sur le label français Naïve Records.

## Discographie

### Participations
- 1992 : Je te voudrai quand même (Pierre Schott)

### Certifications
- Allemagne :  Or pour le single Twist in My Sobriety[1]
- Allemagne : Double  Platine pour Ancient Heart[1]
- Allemagne :  Or pour The Sweet Keeper[1]
- France : Double  Or pour Ancient Heart[réf. nécessaire]
- France :  Argent pour le single Twist in My Sobriety[réf. nécessaire]
- Royaume-Uni : Double  Platine pour Ancient Heart[2]
- Royaume-Uni :  Or pour The Sweet Keeper[2]

## Filmographie

### Actrice
- 1994 : Érotique de Monika Treut (segment de Taboo Parlor)
- 2013 : Goodbye Morocco de Nadir Moknèche